# ラドヴァン・カラジッチ
ラドヴァン・カラジッチ（Radovan Karadžić, セルビア語キリル文字: Радован Караџић, 1945年6月19日 - ）は、ボスニア・ヘルツェゴビナの政治家、詩人、精神科医。ユーゴスラヴィアからボスニア・ヘルツェゴビナが独立したことに反発する同国内のセルビア人がスルプスカ共和国の独立を宣言したことにともない、その大統領となった。これによってボスニア・ヘルツェゴビナはボスニア・ヘルツェゴビナ紛争に突入した。
紛争終結後、カラジッチは独立戦犯として旧ユーゴスラビア国際戦犯法廷（以下ICTY）から指名手配された。カラジッチは逃亡して潜伏していたが2008年に拘束されて国連戦争犯罪法廷の裁判にかけられ、終身刑を言い渡されて服役することとなった。

## 初期
ユーゴスラビアのモンテネグロ、シャヴニク（Šavnik）の近くの村で、セルビア系の家庭に生まれた。父は、ユーゴスラビア王国の軍の残存勢力で構成されていたチェトニクのメンバーであり、息子の子供時代のほとんどを刑務所で過ごした。
1960年にサラエヴォに移り、サラエヴォ大学医学部で精神医学の勉強を始めた。1974年から1975年の間はニューヨークのコロンビア大学で訓練を受けている。帰国してからはコシェヴォ病院で精神科医として働いたが、刑事裁判を有利にするために心神喪失であるとウソの診断を下したとして有罪判決を受けたこともある。
詩人でもあり、子供向けの詩集を執筆した。セルビア人作家ドブリツァ・チョーシチ (Dobrica Ćosić) の勧めもあって政治にも関わるようになる。一部のセルビア人は戦争の英雄とみている。

## 政治家として
1989年、カラジッチはボスニア・ヘルツェゴビナにて、セルビア民主党（Serbian Democratic Party）の設立メンバーの一人となった。この政党の目的はユーゴスラビア共和国内のセルビア人をまとめ、セルビア共和国に加わるというものであった。
1991年10月24日にはボスニア・ヘルツェゴビナにて、セルビア人のみで構成されるボスニア・セルビア議会が設立された。カラジッチ率いるセルビア系の最大政党は、ボスニア内にセルビア人自治区（"Serb autonomous provinces", SAOs）と、それを代表する議会も組織した。1991年11月、セルビア人は住民投票を行い、圧倒的多数の票がユーゴスラビアへの残留を求めるものであった。 
1992年1月9日、ボスニア・セルビア議会はボスニア・ヘルツェゴビナ・セルビア人共和国（The Republic of the Serb people of Bosnia and Herzegovina / Република српског народа Босне и Херцеговина / Republika srpskog naroda Bosne i Hercegovine）の設立を宣言、 同年2月28日にはボスニア・ヘルツェゴビナ・セルビア人共和国の憲法が制定され、その領土はセルビア人自治区を含むものであり、この共和国はユーゴスラビア共和国の一部であるとした。
1992年の2月29日と3月1日、ユーゴスラビア共和国からのボスニア・ヘルツェゴビナの独立の可否を問う国民投票が行われた。セルビア寄りのユーゴスラビア政府からの独立を望まないセルビア人はこの投票をボイコットしたが、ボスニア人とクロアチア人は投票に参加し、結果として参政権のある国民の64%が投票、98%が独立を支持するという結果になった。ボスニアの法律・憲法では、3つの民族グループすべての合意が求められていたが、同年4月6日、ボスニア・ヘルツェゴビナは欧州共同体から独立国として認められることになった。
これに不満を抱いたセルビア人勢力のボスニア・セルビア議会は翌日の7日、ボスニア・ヘルツェゴビナ内でセルビア人によるスルプスカ共和国の独立を宣言、ボスニアはボスニア・ヘルツェゴビナ紛争へと突入した。カラジッチは12月17日にスルプスカ共和国の大統領、12月20日には軍の最高司令官となり、ボスニアの多くの地域で、セルビア人以外の民族であるイスラム系ボスニア人（ボシュニャク人）やボスニア系クロアチア人の殺害を指示したとされている。特に1995年7月にスレブレニツァで起きたボシュニャク人に対する民族浄化（スレブレニツァの虐殺）を指揮したとされている。
カラジッチは大セルビア主義を支持していたが、ロシアやギリシャと言ったほかの正教会系の国々との提携には躊躇しなかった。たとえば1994年2月、カラジッチはギリシャ政府と秘密裏にコンタクトを取り、セルビアとギリシャが同盟を結ぶことを提案した。この提案は1992年にスロボダン・ミロシェヴィッチによってもなされた。

## 逃亡
ボスニア・ヘルツェゴビナ紛争の終結後、カラジッチに対しては、ジェノサイドに関与したと考えられる正当な理由があるとして、ICTYのRule61に基づいて国際令状が出された。アメリカ合衆国はカラジッチとラトコ・ムラディッチの逮捕に500万ドルの懸賞をかけていた。
1995年、国連に招待されていたカラジッチを当局はぎりぎりのところで逮捕し損ねた。カラジッチにはもう少しで令状が送達されるところであったが、寸前でセキュリティに叩き落され、カラジッチの手には渡らなかった。1996年以降、カラジッチはICTYにより戦争犯罪者として指名手配されている。国際刑事警察機構の令状によると、人道に対する罪、暴行、ジェノサイド、ジュネーヴ諸条約に対する違反、殺人、略奪などの容疑で令状が出されている。詳しくは国連による起訴状に記載されている。
カラジッチを支持する人々は彼の無罪を確信しており、10年以上もの間逃亡しているカラジッチを英雄視するセルビア人もいる。2001年には、カラジッチの故郷では彼を擁護する数百の人々がデモを行なった。
2003年3月、カラジッチの母親ヨヴァンカは自首するようにとカラジッチに公開で呼びかけた。
2004年11月、イギリスの軍関係者たちは、カラジッチや他の容疑者の逮捕には、軍事行動よりも、バルカンの政府に対して政治的な圧力を加えることがより効果的ではないかと語った。
2005年、ボスニアのセルビア系指導者たちは、カラジッチが捕まらない限り、ボスニアもセルビアも経済的・政治的に前進できないとして、カラジッチに対して自首するようにと呼びかけた。同年5月の逮捕劇が失敗に終わった後、7月7日にNATO軍はカラジッチの息子を逮捕したが、10日後には釈放した。7月28日、カラジッチの妻リリャナ・ゼレン・カラジッチ（Liljana Zelen Karadžić）は、彼女や家族に対して大変な圧力がかかっており、大変辛いことではあるが、投降するようにと夫に対して呼びかけた。
2007年2月1日、カラジッチはロシアに潜伏しているとボスニアの新聞が報道したが、ロシア政府はこれを否定した。

## 逮捕・裁判
2008年7月21日、セルビアの大統領ボリス・タディッチは、カラジッチの拘束を発表した。逮捕時にカラジッチはベオグラードに住んでおり、白髪に白く長い鬚をはやしており、市内を自由に行動していたという。また、「ドラガン・ダビッド・ダビッチ」（Dragan Dabić）という偽名でプライベート・クリニックで代替医療と心理学の診察を行ったり、医療関係の雑誌に寄稿したりしていたうえ、自身のウェブサイトまで開設していた。
カラジッチが逮捕された夜、サラエヴォの通りにはボスニア・ヘルツェゴビナの旗を持った人々が多く集まり、逮捕を祝った。一方、カラジッチの支持者たちが警官隊と衝突するといった出来事も起きた。
同月25日には、弁護士を通じカラジッチは、旧ユーゴスラビア国際戦犯法廷への移送に異議申し立てを行ったが、この要求は即座に却下された。同月30日未明に、セルビア当局はカラジッチをオランダ・ハーグの同法廷に移送した。
7月31日、カラジッチは同法廷に初出廷し、起訴状朗読後、罪状を認否した上で1996年にリチャード・ホルブルック米国務次官補が「スルプスカ共和国大統領の地位を退けば、身の安全を保障する旨」の密約を持ちかけていたと発言した。同裁判においてカラジッチは、スロボダン・ミロシェヴィッチが行っていたように弁護人を立てず、自身で弁護を行う旨を明らかにした。
第2回目の法廷は8月29日に行われ、カラジッチは罪状認否手続に対して、本法廷は国際社会の代表ではなくNATOの法廷であり、NATOには自分を裁く権利はないと主張して罪状認否の答弁を拒否。これを受けて裁判長は規定に従い、カラジッチが無罪の答弁をしたと認定。
第3回目の法廷は10月26日に行われる予定だったが、カラジッチは自分の弁護の準備に時間が必要だと主張して出廷を拒否し、法廷はわずか15分で閉廷した。その後、法廷は被告側弁護士を選任し、準備のため公判は4ヶ月間延期された。
第4回目の法廷は2010年3月1日にようやく再開され、カラジッチは自身の罪状について、あくまでもセルビア人勢力による正当防衛を主張。翌2日にはスレブレニツァの虐殺をムスリム人側のでっち上げだと主張し、セルビア人勢力によるサラエヴォ包囲についても「包囲ではない」と否定した。
2012年に一審無罪の判決が出るも、2013年7月11日に上級審判決が行われ、判事は大量虐殺を行う意図を示す「証拠はなかったと（一審で）結論付けられたのは間違っていた」と述べ、無罪とした一審の判断を破棄し、審理を差し戻した。
2014年10月7日、旧ユーゴスラビア国際戦犯法廷でのカラジッチの裁判が結審した。判決期日は今後指定される。
2016年3月24日、国連戦争犯罪法廷は、大量虐殺の関与、投獄や人道に反する罪で禁錮40年を言い渡した。
2018年4月24日、上訴審の審理が開始された。カラジッチは、当時ボスニアのイスラム教徒勢力はサラエボに拠点を置いており、サラエボ全域を支配してボスニアのセルビア人を追放することを目指していたと述べ、「われわれの方が宣戦布告されたのであり、防衛は正当」だったと主張した。
2019年3月20日、カラジッチ被告の上訴審がオランダ・ハーグであり、終身刑の判決を受け、刑が確定した。禁錮40年だった1審判決より重い量刑。
2021年5月12日にはカラジッチの身柄がオランダにある国連の拘置所からイギリスの拘置所に移送されることが発表された。その後、収監先はHMPアイル・オブ・ワイトであり、その構成施設の一つであるHMPパークハーストであることが報じられている。
2024年8月、カラジッチはワイト島の刑務所で不当な待遇を受けているとして、イギリス政府を相手取り5万ポンドの損害賠償訴訟を起こしたと報じられた。本人はノートパソコンの使用制限、セルビア語での意思疎通の制限、糖尿病の管理に必要な食事が与えられていないことなどを「非人道的待遇」と主張している。

## 関連作品
- 映画『カルラのリスト』 La Liste de Carla （2006年）
カラジッチの逮捕に奔走するICTYの検事カルラ・デル・ポンテを追ったドキュメンタリー映画。
- 映画『ハンティング・パーティ』 The Hunting Party （2007年）
逃亡するカラジッチを追うジャーナリストを描いたアメリカ映画。リチャード・シェパード監督、リチャード・ギア、テレンス・ハワード出演。

## 参照
1. 1 2  B92 (2008年7月22日). “Radovan Karadžić arrested” (英語). 2008年7月22日閲覧。
2. ↑  “アーカイブされたコピー”. 2008年7月26日時点のオリジナルよりアーカイブ。2008年7月26日閲覧。
3. ↑  https://www.washingtonpost.com/wp-dyn/articles/A14110-2004Jul25.html
4. ↑  Rewards for Justice Archived 2008年4月17日, at the Wayback Machine.
5. ↑  Hollingshead, Iain (2008年7月1日). “Whatever happened to ... Radovan Karadzic?”. The Guardian (London) 2021年11月22日閲覧。
6. ↑  http://news.bbc.co.uk/2/hi/europe/4659319.stm
7. ↑  http://news.bbc.co.uk/2/hi/europe/4725923.stm
8. ↑  http://www.alertnet.org/thenews/newsdesk/L01924661.htm
9. ↑  Javno - Side by site photo comparison
10. ↑  Karadzic 'worked in Serb clinic'BBC News,July 22, 2008
11. ↑  http://www.cnn.co.jp/world/CNN200807230002.html
12. ↑  http://www.psy-help-energy.com
13. ↑  In Pictures: Sarajevo Celebrates Karadzic Arrest, BalkanInsight.com, July 21, 2008
14. ↑  http://www.jiji.com/jc/p?id=20080723105749-7030590
15. ↑  “カラジッチ被告、無罪主張　罪状認否を拒否”. 47NEWS. (2008年8月29日) 2014年5月17日閲覧。
16. ↑  “大量虐殺でカラジッチ被告の無罪判決を破棄、旧ユーゴ国際戦犯法廷”. フランス通信社. (2013年7月12日) 2013年12月9日閲覧。
17. 1 2  “カラジッチ被告の裁判結審　旧ユーゴ国際戦犯法廷”. 産経新聞. (2014年10月7日) 2015年6月8日閲覧。
18. ↑  “In seiner Wirkung kaum zu überschätzen”. フランクフルター・アルゲマイネ・ツァイトゥング. (2016年3月24日) 2016年3月25日閲覧。
19. ↑  “カラジッチ被告に禁錮40年　ボスニア内戦の集団虐殺で”. 日本経済新聞. (2016年3月25日) 2016年5月4日閲覧。
20. ↑  “ラジッチ被告に禁錮40年　ボスニア大量虐殺で責任”. 産経新聞. (2016年3月25日) 2016年5月4日閲覧。
21. 1 2  “元セルビア人指導者カラジッチ被告の上訴審、検察は終身刑求める”. フランス通信社. (2018年4月25日) 2018年6月27日閲覧。
22. 1 2  “カラジッチ氏に終身刑判決 ボスニア紛争のセルビア人指導者”. 毎日新聞社. (2019年3月21日) 2019年3月22日閲覧。
23. ↑  “ボスニアのセルビア人勢力の元最高指導者 英国に移送へ”. TBS. (2021年5月13日) 2021年5月14日閲覧。
24. ↑  Perry, Sally (2021年6月1日). “'Butcher of Bosnia', Radovan Karadzic, to serve out life sentence at Isle of Wight prison” (英語). Isle of Wight News from OnTheWight. 2023年11月2日閲覧。
25. ↑  Begic, Jasmin (2022年11月10日). “UK Denies Keeping Radovan Karadzic in Poor Prison Conditions”. Balkan Insight. 2023年11月2日閲覧。
26. ↑  “Balkan War monster Radovan Karadzic continues life sentence on Isle of Wight” (英語). Isle of Wight County Press (2021年5月29日). 2023年11月2日閲覧。
27. 1 2  “'Butcher of Bosnia' sues 'inhumane' UK prison because he can't use LAPTOP” (英語). The Sun.   The Sun (2024年8月20日). 2025年6月13日閲覧。